# Neetzow-Liepen
Neetzow-Liepen ist eine Gemeinde im Landkreis Vorpommern-Greifswald, die am 1. Januar 2014 aus dem Zusammenschluss der Gemeinden Neetzow und Liepen entstanden ist. Sie wird vom Amt Anklam-Land verwaltet.
Mit der Wahl des Bürgermeisters und des Gemeinderats am 19. Januar 2014 konnten die Bürger der neuen Gemeinde auch über den künftigen Gemeindenamen abstimmen. Der Name wurde aus der Kombination beider alter Gemeindenamen gebildet.

## Ortsteile
Die Ortsteile der Gemeinde sind:
| - Kagenow - Klein Below - Liepen - Neetzow - Padderow | - Preetzen - Priemen - Steinmocker - Steinmocker-Ausbau | Wüstungen und Wohnplätze im Gemeindebereich - Fischerhaus Kagenow (Wüstung) |

## Geschichte
Alle Ortsteile der Gemeinde (außer Wüstungen) haben eigene Artikel → siehe dort.
Fischerhaus Kagenow (Wüstung)
Das Fischerhaus auf der Gemarkung Kagenow an der Peene ist seit mindestens 1835 (lt. PUM = Preuß. Urmeßtischblatt) an der Straße (früher Landweg) Kagenow – Gützkower Fähre bekannt. Da es vom Ort Kagenow sehr abgelegen war, erhielt es als „Fischerhaus“ einen eigenen Ortsnamen.
1940 wurde dort der Kiesbaggersee angelegt, als für den Flugplatz Tutow in großen Mengen Kies gebraucht wurde. Bei diesen Baggerarbeiten wurden viele Relikte des Feldzuges des Großen Kurfürsten von Brandenburg gegen Schwedisch-Vorpommern von 1675 gefunden. Dazu gehörten Gräber von gefallenen Soldaten und auch Pferdeskelette. Durch die erhaltenen Uniform- und Pferdegeschirrteile sowie Waffen konnte eine zweifelsfreie Datierung erfolgen. Leider gab es damals keine ausführliche Dokumentierung der Funde.
Der entstandene Kiessee, wie er genannt wurde, war dann in den 1970er und 1980er Jahren Anlass zur Einrichtung eines Ferienlagers beim ehemaligen Fischerhaus. Nach 1990 wurde das Lager aufgelöst und verfiel danach. Heute sind dort nur noch Ruinen.

## Sehenswürdigkeiten
→ Siehe auch Liste der Baudenkmale in Neetzow-Liepen
- Kagenow:
  - Spätmittelalterliche Kirche Kagenow
  - Doppelturmhügel "Judenberg"
- Liepen:
  - Feldsteinkirche mit Backsteinelementen
  - Küstergehöft
  - Gutsanlage mit Park
- Neetzow:
  - Gutsanlage mit altem Gutshaus
  - Schloss Neetzow von 1851
- Preetzen: Gutsanlage mit Gutshaus
- Steinmocker:
  - Kirche Steinmocker aus dem 15. Jahrhundert
  - Gutsanlage mit Gutshaus

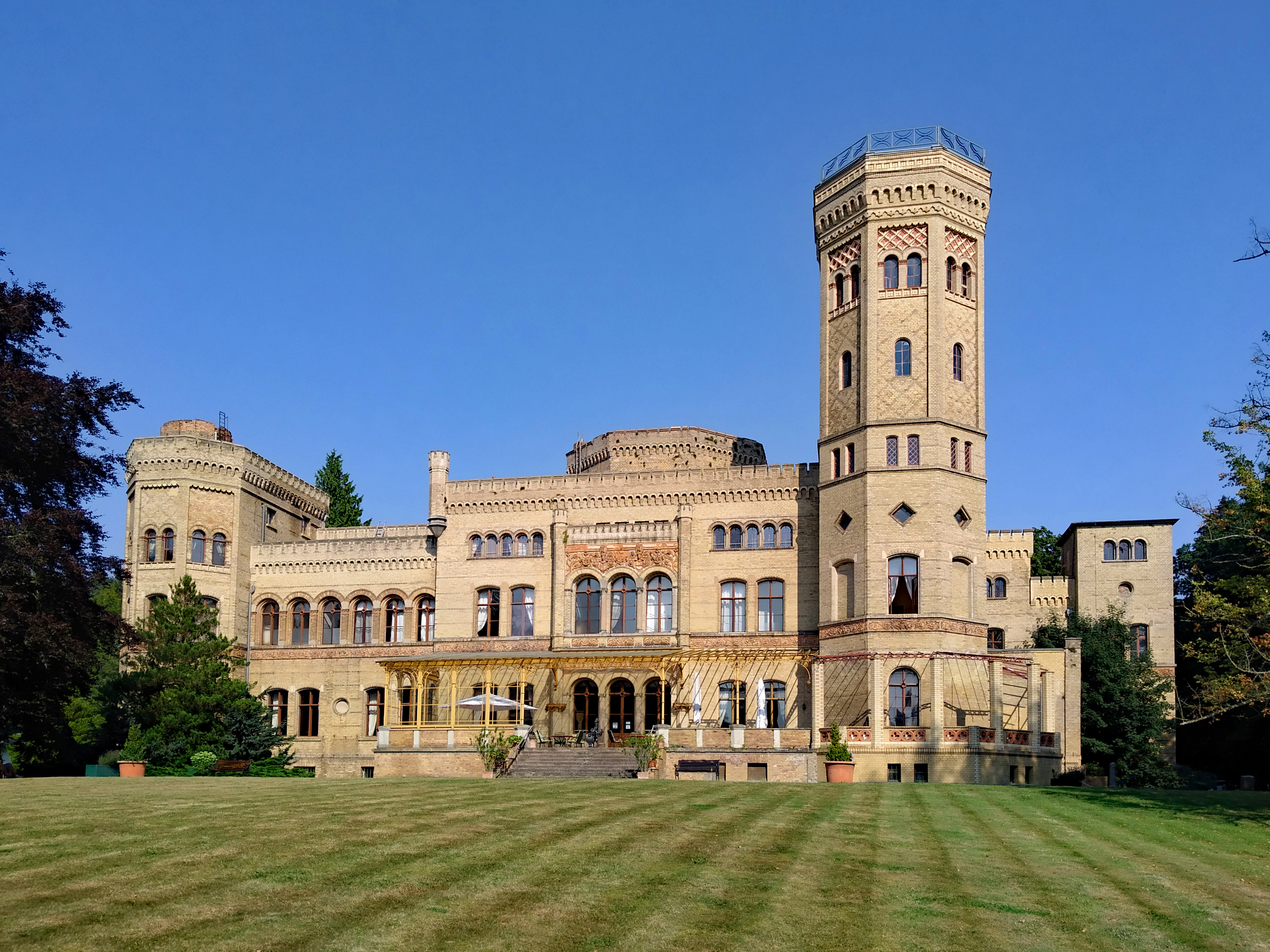
Schloss Neetzow
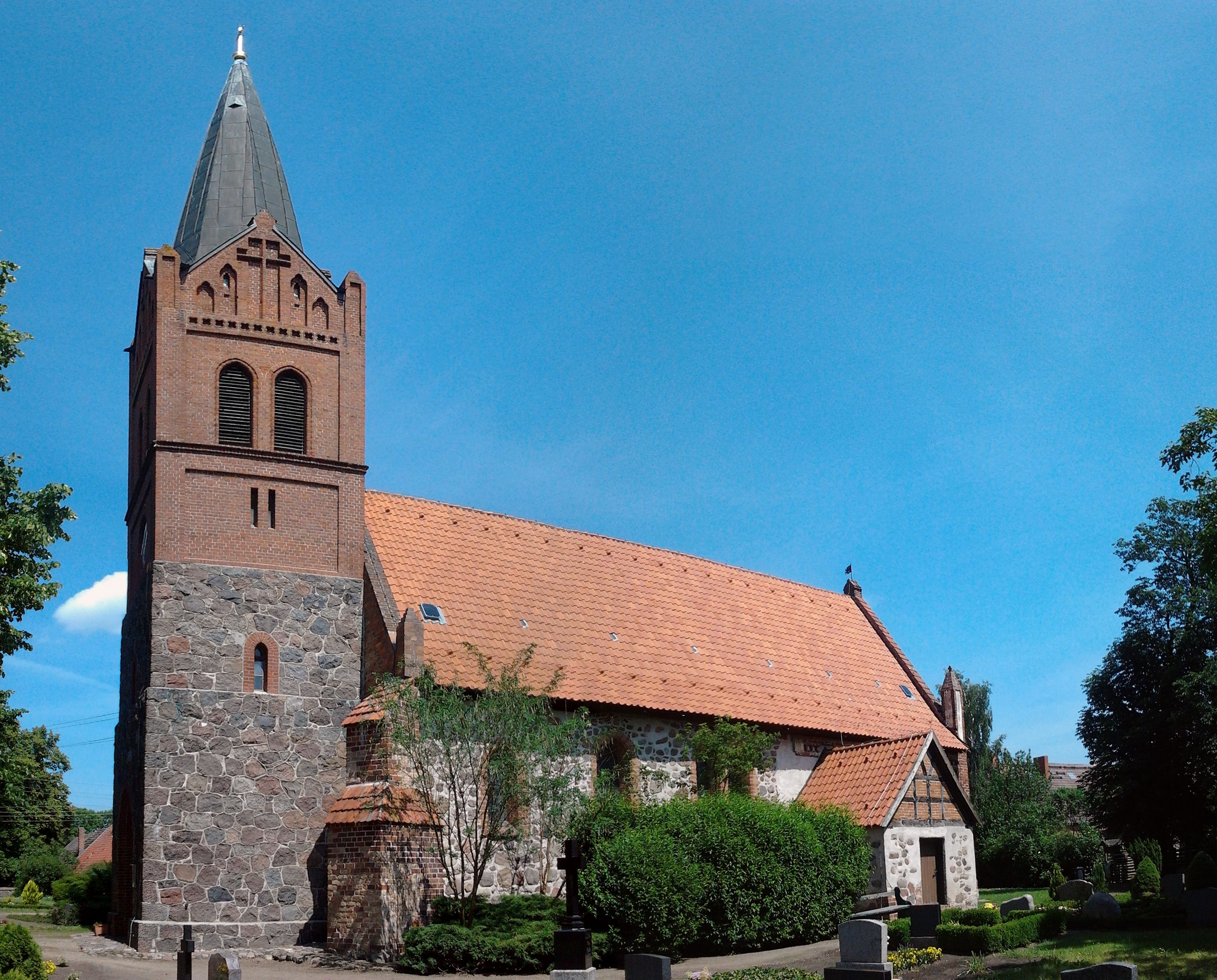
Kirche Liepen
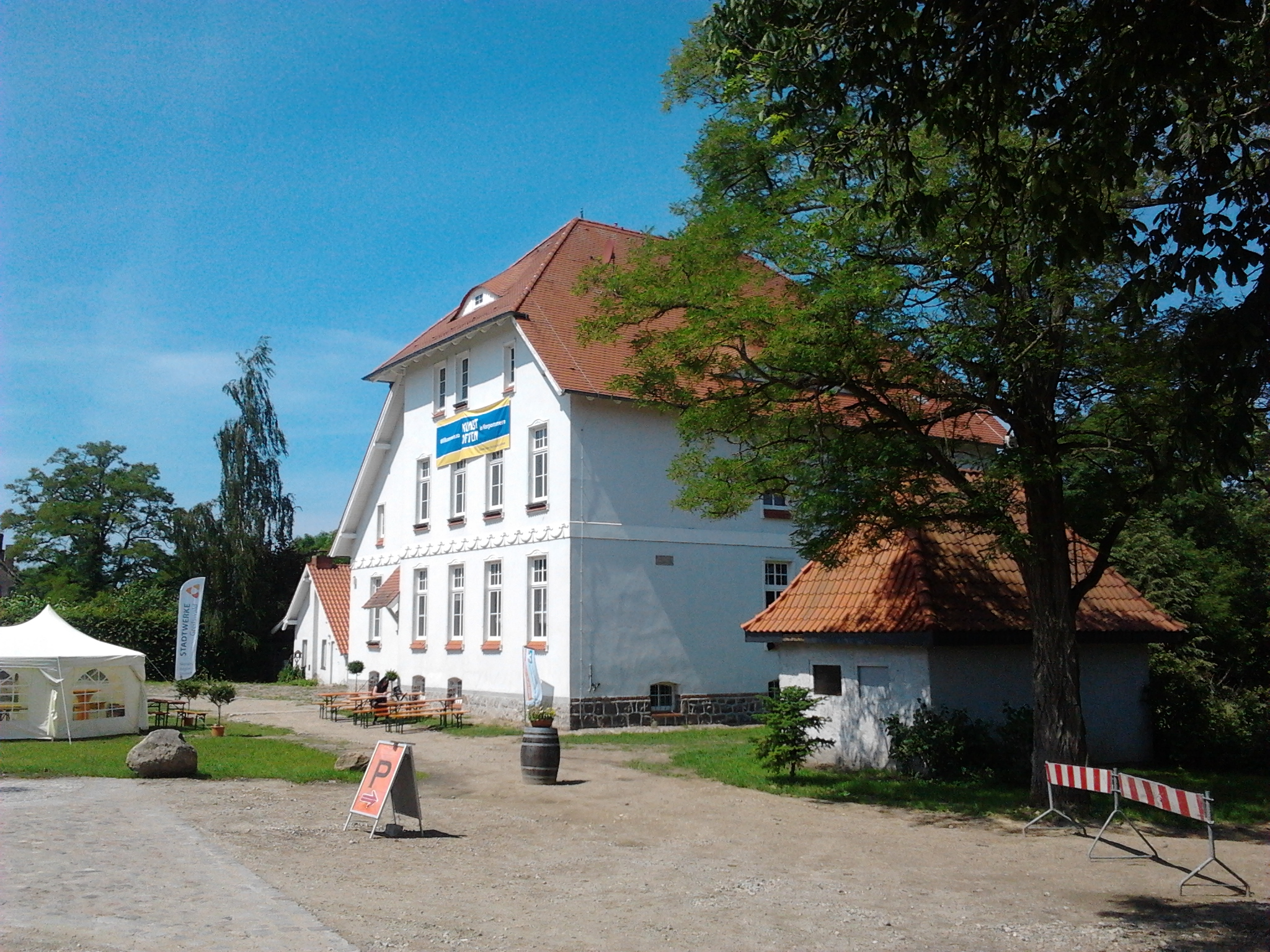
Gutsanlage Liepen mit Gutshaus (Hotel) und Park
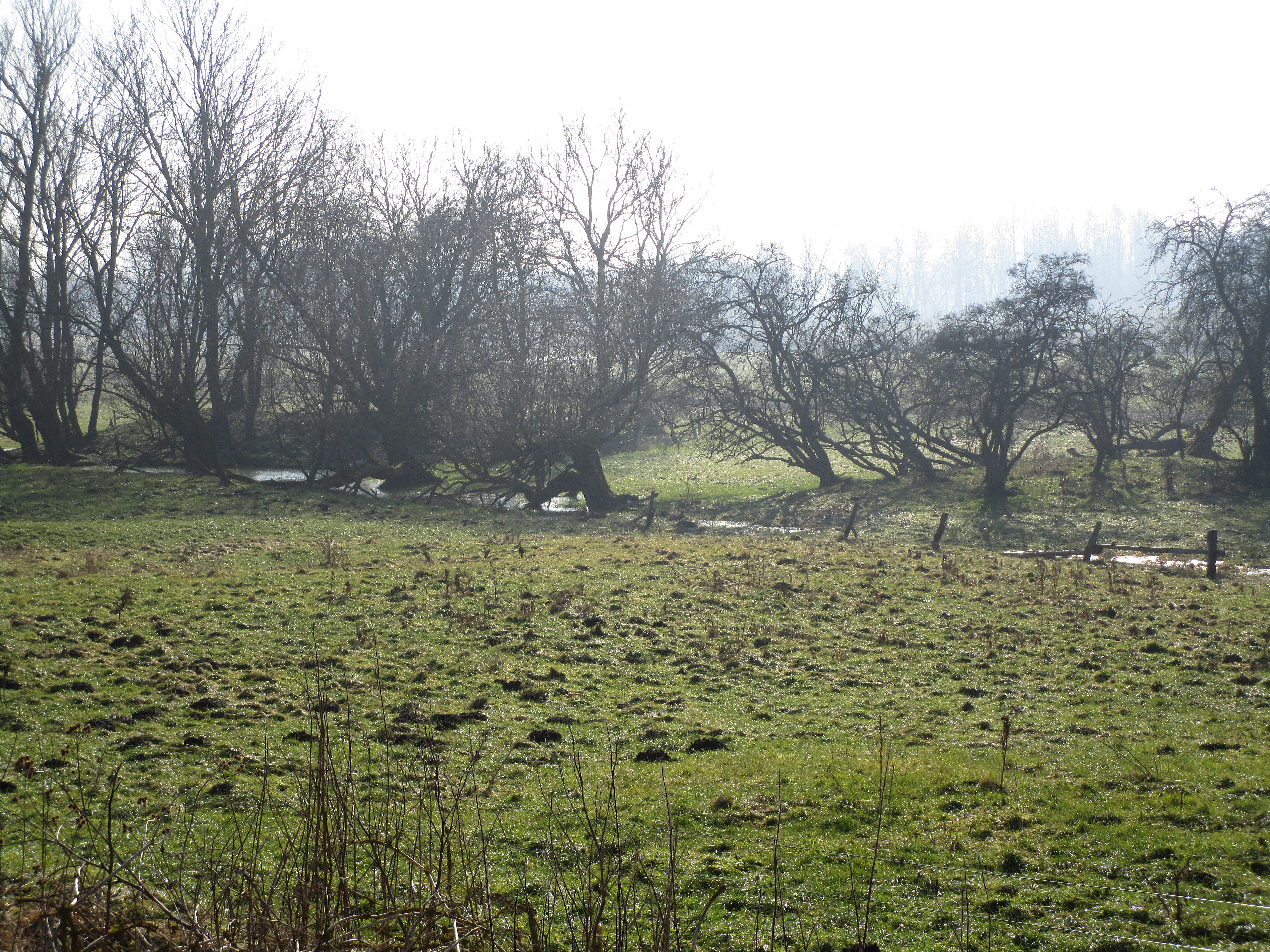
Doppelturmhügel "Judenberg" Kagenow

## Politik

### Gemeindevertretung und Bürgermeister
Der Gemeinderat besteht (inkl. Bürgermeister) aus 9 Mitgliedern. Die Wahl zum Gemeinderat am 26. Mai 2019 hatte folgende Ergebnisse:
| Partei/Bewerber                   | Prozent | Sitze |
| --------------------------------- | ------- | ----- |
| Wählergemeinschaft Neetzow-Liepen | 52,00   | 5     |
| CDU                               | 44,51   | 4     |

Bürgermeister der Gemeinde ist Matthias Falk, er wurde mit 59,16 % der Stimmen gewählt.

### Wappen
| Wappen von Neetzow-Liepen | Blasonierung: „Geteilt durch einen Wellenschnitt; oben in Blau ein goldenes gezinntes Schloss mit zwei gezinnten Türmen, dabei der Linke höher als der Rechte, mit offenen Fenstern; unten in Silber ein grünes Lindenblatt.“ |
| Wappen von Neetzow-Liepen | Wappenbegründung: Das Lindenblatt steht für den zweiten Teil des Gemeindenamens, den Ortsteil „Liepen“. 1328 hieß der Ort Liepen „LYPA“, was so viel bedeutet wie Linde. Die Teilung des Wappens durch eine Wellenlinie symbolisiert die geografische Lage der Gemeinde an der Peene. Das Schloss im Wappen steht für den ersten Teil des Gemeindenamens, denn im Ort Neetzow steht ein stattliches Herrenhaus, welches mit gelben Klinkern verziert ist. Heute wird das Schloss Neetzow als Hotel und Restaurant genutzt. Die Tingierung der beiden Wappenfelder in Blau und Silber gibt darüber Auskunft, dass die Gemeinde zum Landesteil Vorpommern gehört. Das Wappen und die Flagge wurde von dem Rügener Dipl. Designer Jürgen Frenkel gestaltet. Es wurde zusammen mit der Flagge am 12. Januar 2018 durch das Ministerium des Innern genehmigt und unter der Nr. 364 der Wappenrolle des Landes Mecklenburg-Vorpommern registriert. |

### Flagge

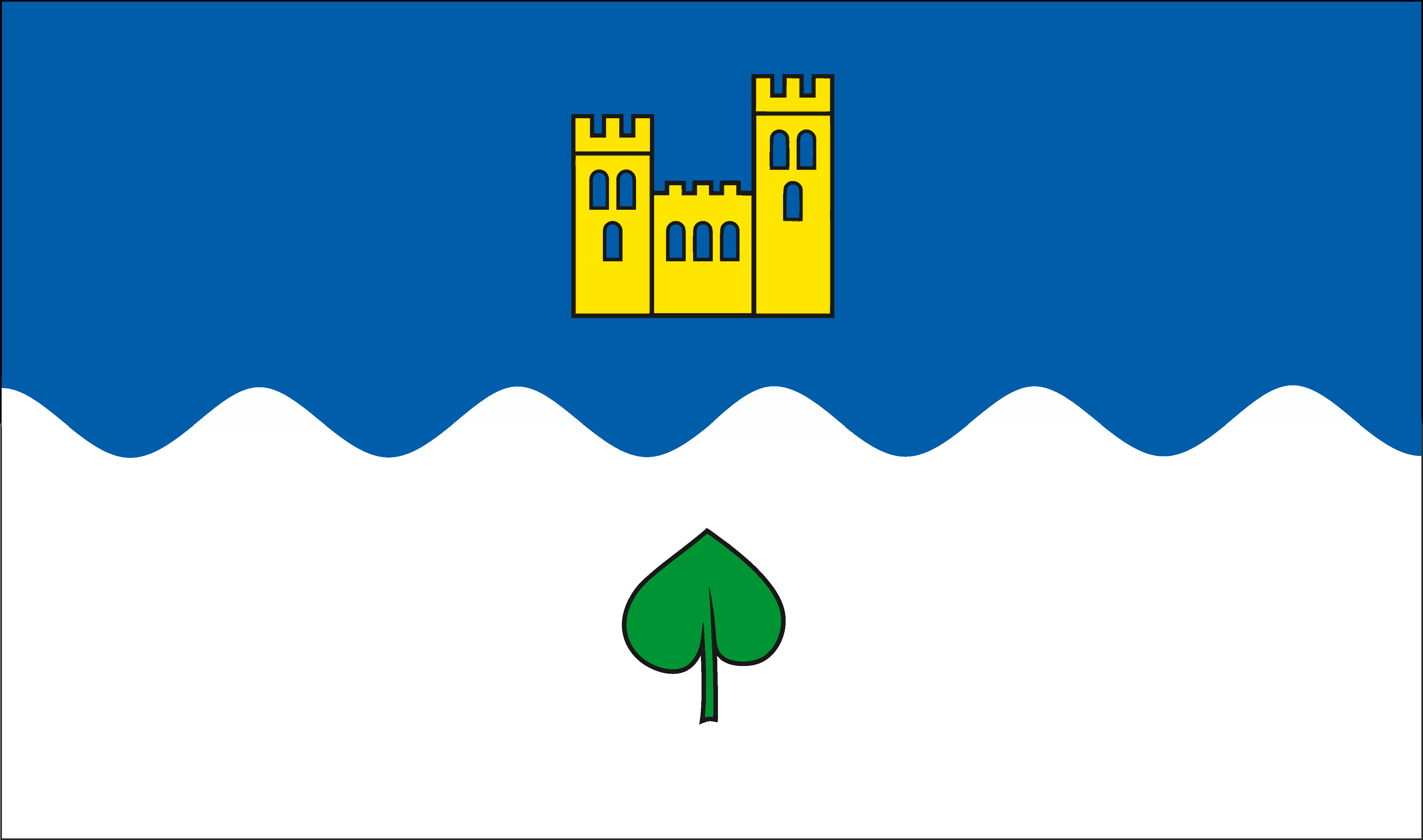
Flagge der Gemeinde Neetzow-Liepen

Die Flagge ist durch Wellenschnitt geteilt, gleichmäßig längs gestreift von Blau und Weiß. In der Mitte der Streifen liegen jeweils die Figuren des Gemeindewappens: Im blauen Streifen ein gelbes Schloss mit zwei gezinnten Türmen, dabei der Linke höher als der Rechte, mit offenen Fenstern; im weißen Streifen ein grünes Lindenblatt. Die Höhe des Flaggentuchs verhält sich zur Länge wie 3:5.

### Dienstsiegel
Das Dienstsiegel zeigt das Gemeindewappen mit der Umschrift „GEMEINDE NEETZOW-LIEPEN * LANDKREIS VORPOMMERN-GREIFSWALD“.